# پیوتر ولاسوف
پیوتر میخائیلوویچ ولاسوف سفیر روسیه در ایران بود که از سال ۱۹۰۲میلادی تا ۱۹۰3 میلادی. خدمت کرد.
| پیشین: الکسی نیکولایویچ شپییر | سفیر روسیه در ایران ۱۹۰۳ – ۱۹۰۲ | پسین: کیمون امانویلوویچ آرگیروپولو |